# Bulbophyllum repens
Bulbophyllum repens är en orkidéart som beskrevs av William Griffiths. Bulbophyllum repens ingår i släktet Bulbophyllum och familjen orkidéer. Inga underarter finns listade i Catalogue of Life.